# 광암초등학교
광암초등학교는 대한민국 충청남도 청양군 운곡면 청신로 1341-4 (광암리)에 있었던 공립 초등학교이다.

## 학교 연혁
- 1949년 11월 30일 운곡국민학교 광암분교장 (2학급) 설치인가
- 1952년 4월 1일 광암국민학교 (5학급) 인가
- 1952년 4월 19일 광암국민학교 승격 개교
- 1961년 8월 17일 예산군 신양면 가지리 거변부락 학구 편입
- 1981년 3월 1일 병설유치원 인가
- 1996년 3월 1일 광암초등학교로 교명 개칭
- 2005년 3월 1일 운곡초등학교로 통합

## 교명 풀이
<모과울> 남쪽으로 길가에 마을이 있는데 마을에 흰 바위가 있는 바, 흰 바위가 마을에 있다해서 <白岩洞백암동>이라 부르며 이 白岩(백암)과 野光(야광)의 이름을 따서 광암리(光岩里)가 되었고 마을 이름인 광암리의 이름을 따서 광암초등학교라 지음

## 설립 과정
- 1945년 8월 15일 조국광복을 맞이하여 이정재씨는 운곡면사무소에 근무해오면서 육영사업에 뜻을 품고 동지를 규합하여 5km이상의 원거리 통학의 불편함을 느끼고 자신이 교육계로 전직 운곡국민학교에 취임하게 되었다. 당신 운곡면장 명제완씨의 협조를 받아 운곡국민학교장 명제철씨는에게 분교장 설치의 절실함을 호소하여 낮에는 아동교육에 전념하고 밤에는 뜻있는 인사를 찾아 다니며 육영사업에 동의를 구하여 마침내 지방유지 임병호, 강신하, 임상현, 김용옥, 차인회, 차봉회, 강대석, 이창복, 강석태, 홍성용, 이정구, 박양화, 박성규, 서관모, 서성모, 이영국, 이만재 제씨 외를 모체로 운곡국민학교광암분교장을 설치할 것을 결의하여 부친의 완강한 반대에도 무릅쓰고, 광암리 634-24 1,000여평을 희사하여 주민들이 터를 닦고 1949년 11월 30일 분교장 설치인가를 받아 1950년 5월 27일 병_ 목조와즙 50평 건물을 지방__으로 세우다.

## 폐교 이후 활용
- 청양군노인요양원